# 턴키
턴키(영어: turnkey) 또는 턴키 방식, 일괄 도입 방식은 제품을 구매자가 바로 사용할 수 있도록 생산자가 인도하는 방식이다. 디자인-빌드(Design-Build)라고도 한다. 
대한민국에서는 보통 설계와 시공을 함께 발주하는 설계·시공 일괄입찰의 뜻으로 쓰인다. 기본설계와 시공의 일괄시행 방식으로, 입찰시에 그 공사의 설계서와 시공에 필요한 도면, 서류를 만들어 입찰서와 함께 제출한다.

## 같이 보기
- 상용 기성품

## 참고 문헌
- 존 슈펠버거, 발주자가 반드시 알아야 할 턴키제도의 진실, 보문당 2014.